# 拉斐特 (俄亥俄州)
拉斐特（英語：Lafayette）是美国俄亥俄州艾伦县的一个村落。它隶属于俄亥俄州莱马都市区。

## 历史
该村成立于1816年。

## 地理
拉斐特位于40°45′31″N 83°56′58″W / 40.75861°N 83.94944°W (40.758643, -83.949488).
根据美国普查局统计，该村落总面积为0.25平方英里（0.65平方）。

## 人口

### 2010年普查
根据2010年美国人口普查，此地居住有120个家族，161户，445位居民。